# Joseph Kögler
Joseph Kögler (ur. 22 lutego 1765 w Lewinie Kłodzkim, zm. 30 maja 1817 w Ołdrzychowicach Kłodzkich) – ksiądz katolicki, historyk hrabstwa kłodzkiego.
Joseph Kögler był synem tkacza. W 1778 r. rozpoczął naukę w kłodzkim kolegium jezuickim, a następnie studiował teologię na Uniwersytecie Wrocławskim. 8 marca 1788 r. przyjął święcenia kapłańskie. Następnego dnia odprawił prymicyjną mszę świętą we wrocławskim kościele elżbietanek czarnych. Pierwszą homilię wygłosił w kościele w Krynicznie koło Trzebnicy. Dzień przed wigilią 1788 r. został wikarym w Dusznikach. Po trzech latach ze względów zdrowotnych został przeniesiony do Krosnowic. W 1807 r. dzięki poparciu kłodzkiego dziekana Josepha Knauera otrzymał parafię w Ołdrzychowicach. Funkcję miejscowego proboszcza pełnił aż do śmierci. Zmarł z powodu zapalenia płuc i został pochowany w ołdrzychowickim kościele.
Josef Kögler opracował dzieje wielu miejscowości Hrabstwa Kłodzkiego. Zazwyczaj wybierał znaczący ośrodek dóbr lub siedzibę parafii i omawiał ich dzieje. Niekiedy przedstawiał dzieje konkretnych obiektów, np. mostu gotyckiego w Kłodzku. Czasem zajmował się także wybranymi problemami, np. wizytacjami biskupimi dekanatu kłodzkiego. Jego prace są zaopatrzone w przypisy. Często cytuje niezachowane już dziś dokumenty. Większość dzieł Köglera została wydana dopiero po jego śmierci, a w ostatnich latach ukazała się ich nowa edycja staraniem Dietera Pohla.